# Isartor

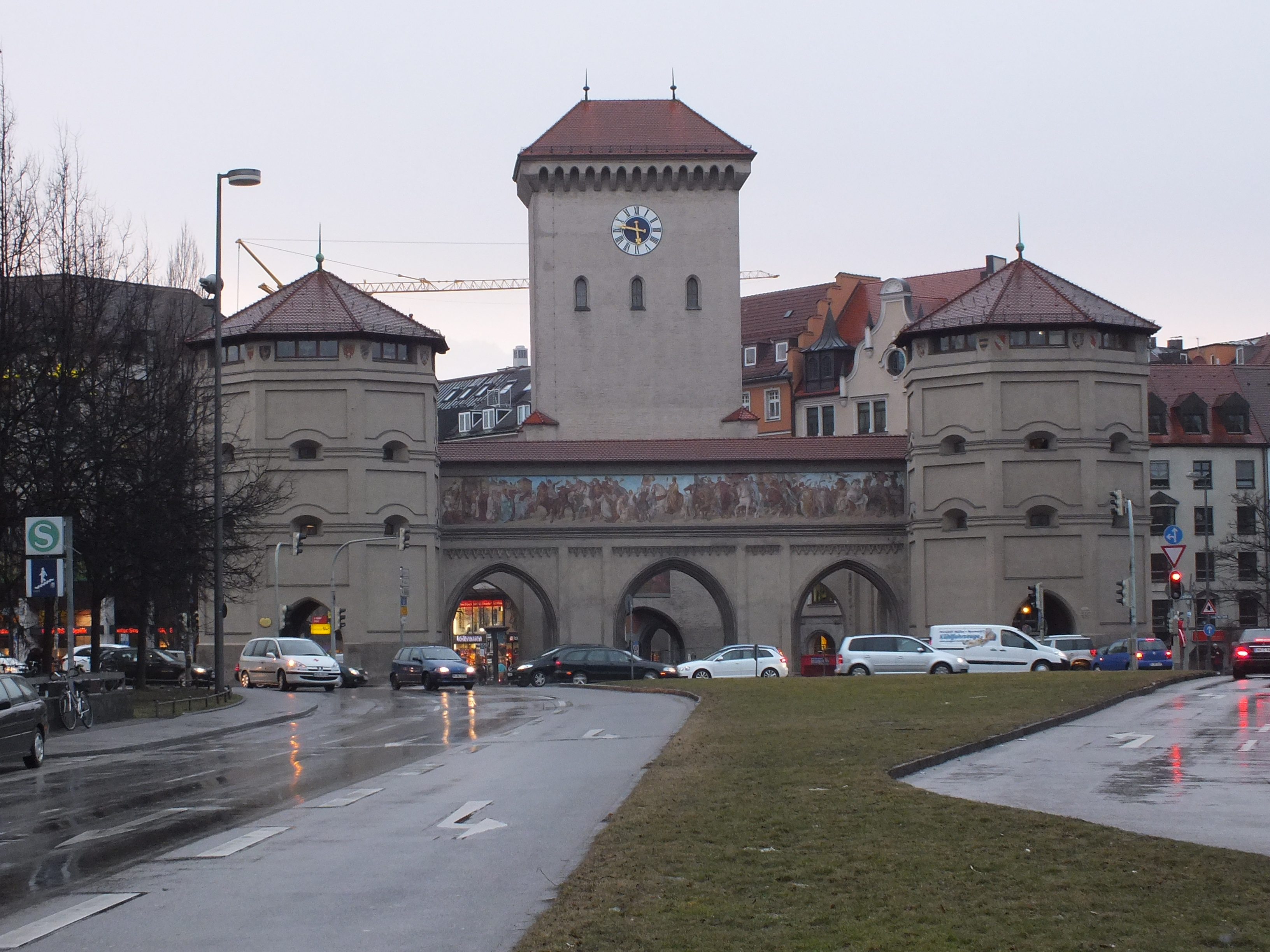
Isartor år 2012.

Isartor är en av Münchens medeltida stadsportar.
Isartor var en del av stadens ringmur och användes som befästning. Den är den östligast belägna av Münchens tre kvarvarande gotiska stadsmurar (Isartor, Sendlinger Tor och Karlstor). Porten (tyska: Tor) är belägen nära Isar och har fått sin namn efter floden.
Isartor uppfördes 1337 som en del av Münchens utvidgning genom byggandet av den andra stadsmuren mellan 1285 och 1337. Denna genomfördes till stor del under ledning av kejsar Ludvig IV. Porten restaurerades 1833-1835 av Friedrich von Gärtner. Freskerna, utförda 1835 av Bernhard von Neher, avbildar kejsar Ludvigs segerrika återkomst till München efter slaget vid Mühldorf 1322.
Isartor rymmer numera ett museum ägnat minnet av komikern och skådespelaren Karl Valentin. Ett café för museets besökare har också fått plats. 
Den närbelägna Isartorteatern förstördes i andra världskriget. Även porten skadades svårt men den reparerades.